# Широбокова, Александра Петровна
Алекса́ндра Петро́вна Широбо́кова (родилась 8 мая 1920 года, Ставропольская губерния, РСФСР — умерла после 1957 года, Коноково, Успенский район, Краснодарский край) — советский работник сельского хозяйства, Герой Социалистического Труда (1952).

## Биография
Родилась 8 мая 1920 года во время Гражданской войны в России в Ставропольской губернии, ныне Ставропольский край.
Будучи подростком, в 1933 году стала сиротой и в этом же году начала трудиться в Мучанских степях. В начале 1941 года переехала жить к старшей сестре в Краснодарский край, в село Коноково Успенского района. Здесь вскоре вышла замуж за Алексея Ивановича Игнатова, которого вместе с мужем сестры призвали в армию с началом войны. В Великую Отечественную войну до немецкой оккупации работала трактористкой Коноковской машинно-тракторной станции и одновременно трудилась и комбайнёром. В войну погибли её муж и муж сестры.

Комбайн «Сталинец-6»

После освобождения Кубани от немцев, продолжила работу комбайнёром. В уборочную страду 1951 года Александра Широбокова за 25 рабочих дней намолотила комбайном «Сталинец-6» 8524 центнера зерновых культур. Указом Президиума Верховного Совета СССР от 13 июня 1952 года за достижение высоких показателей на уборке и обмолоте зерновых, масличных культур и семян трав в 1951 году Широбоковой Александре Петровне присвоено звание Героя Социалистического Труда с вручением ордена Ленина и золотой медали «Серп и Молот».
В последующие годы комбайнёр А. П. Широбокова продолжала демонстрировать высокие результаты на уборочной и по итогам работы в 1957 году была награждена орденом «Знак Почёта». Также была награждена медалями, в числе которых «За трудовую доблесть» и «Ветеран труда».
До выхода на заслуженный отдых Александра Петровна занималась наставничеством, передавая опыт начинающим механизаторам, а также смогла воспитать оставшихся сиротами после смерти старшей сестры, троих её детей — Виктора, Любу и Галину.
На пенсии проживала в селе Коноково. Стала почётным жителем села Коноково. Дата её смерти неизвестна.

## Память
- В честь Александры Петровны Широбоковой названа одна из улиц села Коноково.
- В Успенском районе создана «Аллея героев», где увековечена А. П. Широбокова[4].